# Nagynyíri erdő

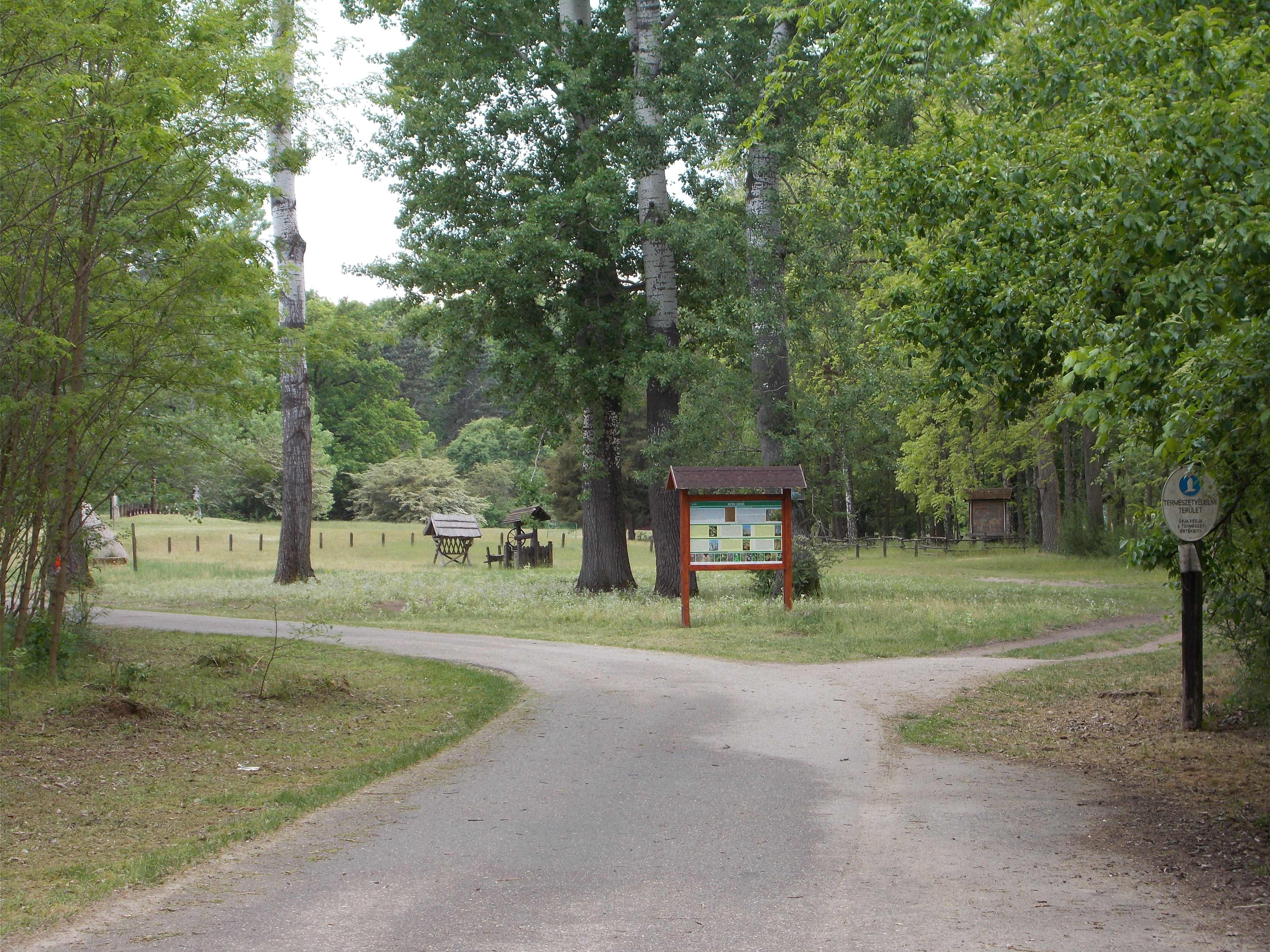
A Nagynyíri erdő

A Nagynyíri erdő (köznyelven Nyíri-parkerdő) Kecskemét megyei jogú város központjától 16 km-re, az arborétumtól 10 km-re északnyugata található. Az egyetlen térséget érintő Natura 2000 európai közösségi jelentőségű, globálisan védett hely. Megcsappanva, kb. 1500-2500 hektáron foltokban többségében mogyorós tölgyes erdőmaradványok alkotják. Lekerített területén dámszarvasok élnek, megközelítőleg 500-600 egyed. A Kiskunsági Nemzeti Parkon túl a Kiskunsági Erdészeti és Faipari Zártkörűen Működő Részvénytársaság (KEFAG) gondozása alatt áll, kitáblázva, kijelölve, 1973 óta védetten.

## Megközelítés
- Vasúton: A 2009 októberében bezárt, majd 2010 júliusában újranyitott Lajosmizse felé tartó vasútvonalon (Nagynyír megálló).
- Autóval, busszal: a 15-ös vagy 29-es helyi járatú busszal Kecskemét-Hetényegyháza Újtelepig, innen a Huszka Lajos utcán át észak felé.
- Kerékpárúton: miszlitekből álló járdaszegély.
- Gyalog: Mária-kápolnától a Szent Hubertus-kápolnáig a zöld-fehér-sáv túra jelzésen, ami idáig pontosan 10 km, a „Gyalogtúra a kápolnák útján” 2014. április 8-án felújított útvonalán található.

## Látnivalók
- Vackor vár – erdei iskola
- Szulyovszky-féle erdészház – emlékkiállítás, vadászati rendezvényhelyszín
- 1848-as emlékmű
- Szent Hubertus-kápolna (1993-ban fából épített)
- Aradi-vértanúk emlékmű
- Szabadságharc emlékhely
- Millecentenárium-emlékmű
- Sétaösvények
- Potyka horgásztó

## Nyíri-csatorna
A Nyíri-csatorna (AMH254) a Nagynyíri erdő pereméig vezethető. Napjainkban névtelen állami tavak jelzik hajdani forrását a Ménteleki-csatornával való egyesüléséig.